# الحاسكي (لحج)
الحاسكي هي إحدى قرى الجمهورية اليمنية. وهي تتبع جغرافيًا لمحافظة لحج. وإداريًا لمديرية تبن. يبلغ تعداد سكانها 1142 نسمة حسب الإحصاء الذي جرى عام 2004.